# 스타폭스 커맨드
《스타폭스 커맨드》(일본어: スターフォックス コマンド, Star Fox Command)는 2006년 8월 3일 큐게임즈와 닌텐도에서 공동 발매한 닌텐도 DS용 휴대형 소프트 웨어이다. 첫 번째로 개발한 3D게임이다. 슈퍼 패미컴으로 처음 발매되었을 때부터 3D 그래픽을 갖추었으므로 DS용 역시 3D를 적용했다. 이전작인 어설트보다 그래픽이 떨어지지만 최초로 DS용이 탄생함에 중점을 두고있다. 게임의 캐릭터들의 원본 디자인은 이마무라 타카야가 하였고, 음악 제작은 히라사와 하지메가 하였다. 전에 '스타폭스'로 성공하게 되어서 스타폭스 시리즈는 닌텐도의 메이저 프랜차이즈의 하나가 되었고 후엔 대난투 DX와 X에까지 폭스(대난투부터)와 팔코(DX부터), 울프(X에만)가 등장하였다.

## 게임 특징
기존의 슈팅 방식에 더불어 시뮬레이션의 요소도 추가된 것이 참신. 게임 자체에 대한 평가는 좋지 않지만, 멀티 엔딩의 도입과 진행 루트에 따른 스테이지가 기존 시리즈에 비해 상당히 좋았던 점.

## 조작 방식
DS Lite 본체의 터치 스크린을 이용해 방향 전환이 가능.

### 특수 기능
- 롤링:스크린을 좌우로 슬라이드. 적의 장거리무기(노멀 레이저, 링 레이저 등)를 반사해 내는 동시에 공격이 가능하다.
- 부스터:스크린에 표시되는 화살표 모양의 LED중 초록색과 같은 반(스크린의 상부분)을 더블터치. 이동속도 증가.
- 브레이크:마찬가지로 하부분을 더블터치. 앵글러의 본 기체와 싸울때 빨려들지 않기 위해서 주로 사용.

### 필살기
공격은 모든 키를 사용하며 한번에 3발씩 레이저가 발사된다.
- 꾹 누르고 있으면 락온(Lock-on)이라는 기능을 사용하는데 적이 붉은색 타겟에 잡히면 과녁이 설정되고 오래 누를수록 강도가 강해진다.(MAX라는 문구가 표기되거나 마름모 모양이 되었을 때 제외) 키를 떼면 뭉쳐진 빔을 발사하는데 간혹 실패하기도 하나 편리한 기능 중의 하나.
- 스마트 봄의 경우는 화면 우측에 B라고 적힌 원을 레이다에 끌어다가 놓으면 사용 가능. 취소의 경우 다시 슬롯에 드래그.

처음 시작하면 맵과 유격기, 적기 등이 표시되는데 터치펜으로 기체를 원하는 곳까지 드래그 하면 예정 항로가 표시되고 A를 누르면 라운드 캡슐이 표시된다. 이를 터치하면 항로대로 기체가 움직이며 적기는 항로를 발견하면 기체를 추적한다.(이 충돌로 적기 제거) 적기가 그레이트폭스에 도달하면 게임은 끝나나 간혹 맵에 아이템이 표시되므로 잘 활용해 보자.

### 기타
적기를 제외한 적은 아래와 같은 기능으로 공격이 가능.
- 미사일 발사대:미사일을 발사하며 미사일이 떨어지면 그냥 에너미 인포메이션으로 변한다.
- 에너미 마더쉽:적의 본거지. 적의 전함이 인포메이션을 공격하므로 레이다에 크게 표시되는 적을 모두 제거하고 표시되는 비콘에 롤링을 하며 모두 통과하면 격파 성공(비콘의 정중앙을 통과하면 제한시간 2초 추가).
- 미사일:한 방향으로만 이동하며 유격기로만 격파가 가능하다. 비콘을 놓치지 않고 통과하면서 미사일을 공격하면 격파 성공.(락을 건 상태로 비콘을 통과하면 제한시간 2초 추가)

## 아이템
항로를 표시하는 맵이나 플레이 도중 출현한다. 근접한 아이템은 롤링으로 얻기 가능.
- 에너미 코어:특정 타겟(적기)을 부술때만 등장하는 아이템. 표시된 개수를 모두 모으면 스테이지 클리어
- 코인:스코어 박스가 100단위(100, 200, 300...)가 되도록 격파한 적에서 나오는 아이템. 모을 때마다 실드와 시간이 회복되며 10개를 모두 모으면 1up.
- 연료 셀:25초를 추가해 줌.
- 미사일 캡슐:항로 중에만 표시. 그레이트 폭스가 보유할 수 있는 미사일을 1개 늘려준다. 미사일은 그레이트 폭스를 타겟에 드래그 해 사용 가능.
- 봄:기체의 스마트 봄 개수를 1개 늘여준다.
- 파워 업 아이템:무선 통신중에만 표시. 붉은색은 플라즈마, 녹색은 트윈 레이저를 장착시켜준다.
- 스텔스:역시 무선 통신중에만 표시. 일정 시간동안 자신의 기체를 숨길 수 있다.
- 스타:무선 통신중에만 표시. 다른 플레이어의 기체를 격파했을 때 얻을 수 있다.

공격기는 아이템으로 분류함.
- 싱글 레이저:1개의 레이저 발사.
- 트윈 레이저:2개의 레이저 발사.
- 플라즈마 레이저:2개의 플라즈마 발사.
- 커브 레이저:롤링 중에 발사하면 휘어서 발사됨.
- 재퍼(잣파) 레이저:플라즈마 레이저의 4배 정도의 대미지. 발사 속도가 느리다는 단점이 있다.
- 싱글 락:적에게 락을 1개만 걸수 있다.
- 멀티 락:적에게 락을 5개 정도 걸수 있다.
- 와이드 락:화면상의 모든 적에게 락을 발사. 대미지는 약한 편이다.

## 캐릭터
- 나우스 64:내비게이션 메인로봇. 기체:그레이트 폭스(미사일 외 사용 불가)
- 폭스 맥클라우드:팀의 리더. 기체:아윙 2
- 팔코 람발디:스타폭스의 에이스 파일럿. 기체:스카이 크로우
- 슬리피 토드:메카닉 담당. 기체:불 프로그(황소개구리)
- 크리스탈:폭스의 옛 애인. 후에 결혼. 기체:크라우드 러너
- 아만다:슬리피의 애인. 기체:탓트 볼
- 루시 헤어:페피의 딸. 기체:스카이 버니
- 캣 카티:팔코의 애인. 기체:스크럼 제트
- 애쉬 보우먼:안돌프의 손자. 할아버지의 야망을 막기 위해 입대. 기체:몽키 즈 애로우(원숭이의 화살)
- 울프 오도널:스타울프의 리더. 기체:울펜
- 레온 포왈스키:스타울프의 에이스 파일럿. 기체:레인보우 델타
- 팬서 카루소:크리스탈을 짝사랑. 스타울프의 분위기 메이커. 기체:블랙 로즈
- 빌 그레이:폭스의 소꿉친구. 현재는 코넬리아 지원병. 기체:코넬리아 파이터(남성용:색상 차이/주황)
- 크리스탈:(코넬리아 지원병 상태) 기체:코넬리아 파이터(여성용:색상차이/보라)
- 페피 헤어:현재 폭스의 아버지 역할. 기체:아윙
- 제임스 맥클라우드:과거 스타폭스의 리더. 폭스의 아버지. 기체:아윙(고스트)

## 평가
| 통합 점수   | 통합 점수 |
| 통합사      | 점수      |
| ----------- | --------- |
| 게임랭킹스  | 76%       |
| 메타크리틱  | 76/100    |
| 평론 점수   |           |
| 평론사      | 점수      |
| EGM         | 6.5/10    |
| 패미츠      | 32/40     |
| 게임 인포머 | 8/10      |
| IGN         | 8/10      |
| 엑스플레이  | [ 7 ]     |

| 수상   | 수상                             |
| 평론사 | 수상                             |
| ------ | -------------------------------- |
| IGN    | August 2006 DS Game of the Month |